# 置賜郡
- 令制国一覧 > 東山道 > 羽前国 > 置賜郡
- 日本 > 東北地方 > 山形県 > 置賜郡

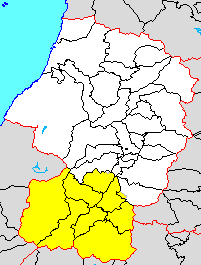
山形県置賜郡の範囲

置賜郡（おきたまぐん、おきたまのこおり）は、山形県（出羽国・羽前国）にあった郡。中世から近世には長井郡ともいった。

## 郡域
郡域は下記の区域にあたるが、行政区画として画定されたものではない。
- 米沢市・長井市・南陽市・東置賜郡の全域
- 西置賜郡の大部分（白鷹町針生を除く）
- 上山市の一部（中山）

## 歴史
文献初出は『日本書紀』の持統天皇3年1月3日（669年2月8日）で、陸奥国優𡺸雲郡の城養蝦夷の脂利古の息子2人が出家を願い出て許されたという記事にある。この当時は評制なので、正しくは優𡺸雲評であろうが、この優𡺸雲（うきたみ、うきたま）が置賜の前身とされる。城養蝦夷とは、城柵から食糧を給付されていた蝦夷なので、この頃の置賜評に名称不明の城柵があったこと、蝦夷が居住していたことも推定できる。
和銅5年10月1日（712年11月4日）に、最上郡とともに新設の出羽国の下に移された。『続日本紀』にはこの後の霊亀2年9月23日（716年10月12日）条にも陸奥国置賜最上2郡を出羽国に隷（つ）けるという記事があって矛盾するが、霊亀2年のほうが何らかの誤りとみられている。
平安末期は奥州藤原氏の支配下に入った。その滅亡後、大江広元が支配し、広元の子の長井時広が継承。置賜郡北西の長井荘（現長井市）から、以後長井氏を名乗る。後に長井氏が東南の米沢を拠点としたことから、置賜郡全体が長井荘とも言われるようになる。近世には長井郡とも呼ばれるようになった。

### 近世までの沿革
- 持統天皇3年1月3日（669年2月8日） - 日本書紀に陸奥国優𡺸雲（うきたむ）郡[1]として記されている。
- 和銅5年10月1日（712年11月4日） - 管轄国が陸奥国から出羽国に変更。
- 康暦2年（1380年） - 長井氏は8代広房の時、伊達宗遠に追われ、置賜郡は伊達領となる。
- 天正19年（1591年） - 豊臣秀吉の奥州仕置により伊達政宗は国替えを命ぜられ、岩出山城に遷り、代わって蒲生氏郷が会津に配置され、置賜郡は蒲生領となる。
- 慶長3年（1598年） - 蒲生氏は宇都宮に移され減封。代わって越後の上杉景勝が会津に入り、置賜郡はその家臣である直江兼続が統治する。
- 慶長5年（1600年） - 関ヶ原の戦いで東軍が勝利したため、西軍であった上杉景勝は徳川家康に降り、翌年（1601年）、会津地方が没収され、上杉景勝の領地は置賜郡・信夫郡・伊達郡のみとなった。以後、置賜郡は上杉氏のもと、米沢藩として機能する。財政難のため一時は領地を返上することまで検討されたが、第9代藩主上杉治憲（鷹山）による改革によって藩政を建て直し、幕末まで存続した。

### 近代以降の沿革
所属町村の変遷は南置賜郡#郡発足までの沿革、東置賜郡#郡発足までの沿革、西置賜郡#郡発足までの沿革をそれぞれ参照
- 「旧高旧領取調帳」の記載によると、幕末時点では出羽国に所属し、米沢藩領であった。米沢は便宜的に1町として数える。（1町292村）
- 明治元年12月7日（1869年1月19日） - 出羽国が分割され、本郡は羽前国の所属となる。
- 明治4年
  - 7月14日（1871年8月19日） - 廃藩置県により藩領が米沢県となる。
  - 11月2日（1871年12月13日） - 第1次府県統合により置賜県の管轄となる。
- 明治9年（1876年）8月21日 - 第2次府県統合により山形県の管轄となる。
- 明治11年（1878年）11月1日 - 郡区町村編制法の山形県での施行により、置賜郡のうち米沢ほか1町63村に南置賜郡が、高畠村ほか111村に東置賜郡が、宮村ほか116村に西置賜郡が、それぞれ行政区画として発足。同日置賜郡消滅。